# Gianfranco Paolucci
Gianfranco Paolucci (* 18. Februar 1934 in Pesaro) ist ein ehemaliger italienischer Degenfechter.

## Erfolge
Gianfranco Paolucci nahm an zwei Olympischen Spielen teil: 1964 erreichte er in Tokio im Mannschaftswettbewerb die Finalrunde, die die italienische Equipe hinter Ungarn und vor Frankreich auf dem zweiten Rang abschloss. Gemeinsam mit Giuseppe Delfino, Giovanni Battista Breda, Alberto Pellegrino und  Gianluigi Saccaro erhielt Paolucci so die Silbermedaille. Bei den Olympischen Spielen 1968 in Mexiko-Stadt wurde er mit der Mannschaft Sechster, während er in der Einzelkonkurrenz in der zweiten Runde ausschied.